# استارتاپ استودیو
استارتاپ استودیو (به انگلیسی: Startup studio) که با نام کارخانه استارتاپ یا استودیوی سرمایه‌گذاری نیز شناخته می‌شود یک شرکت با هدف ایجاد چندین شرکت فناورانه به‌طور متوالی است. از این سبک ایجاد تجارت به عنوان کارآفرینی موازی یاد می‌شود. استارتاپ استودیو از ابتدای راه‌اندازی استارت‌آپ‌ها با نظارت و سرمایه‌گذاری به رشد و توسعه آن‌ها کمک می‌کند و فراتر از عرضه محصول در تمامی مراحل به راهنمایی شرکت تازه تأسیس می‌پردازد. استارتاپ استودیو بنیان‌گذاران داخلی و خارجی را با مشاوره سطح بالا و پشتیبانی گسترده حمایت می‌کند.

## تاریخچه
اولین مرکز رشد با نام Idealab را کارآفرینی مشهور به نام بیل گروس در سال ۱۹۹۶ تأسیس کرد، این مرکز رشد ۷۵ شرکت را راه‌اندازی کرده‌است. این مرکز با هدف ارزیابی ایدهای مختلف و تبدیل بهترین آن‌ها به شرکت‌های جدید با جذب سرمایه‌گذاری مالی و انسانی آغاز به کار کرد.
فرایند تشکیل استارتاپ استودیوها از سال ۲۰۰۸ آغاز شده‌است. این روند تا سال ۲۰۱۳ به کندی طی شده و یکباره از سال ۲۰۱۳ تا امروز تعداد استارتاپ استودیوهای ایجاد شده در جهان افزایش قابل توجهی داشته‌است. روند استودیوی استارتاپ تقریباً از سال ۲۰۰۸ شروع به جنبش کرده بود. امروزه بیش از ۱۰۰ استارتاپ استودیو در سراسر جهان وجود دارد.

## انواع
استارتاپ استودیو انواع مختلفی دارد.

### استودیوهای «سازنده»
یک استارتاپ استودیوی سازنده بیشتر بر ایده‌های داخلی برای ایجاد و توسعه یک شرکت تمرکز دارد. نمونه‌های قابل توجه این مدل Atomic , Pioneer Square Labs , Rocket Internet و eFounders هستند.

### استودیوهای «سرمایه گذار»
استارتاپ استودیوهای سرمایه‌گذاری بر سرمایه‌گذاری روی استارتاپ‌های خارجی که در مراحل اولیه رشد خود هستند تمرکز دارند. آن‌ها با ارائه سرمایه و تخصص به استارتاپ‌ها کمک می‌کنند تا رشد کنند. Studios Betaworks و Scienceو Inc. در این گروه قرار می‌گیرند.

## بررسی اجمالی

### مدل تجاری
استارتاپ استودیوها اغلب با مرکز رشد استارتاپ و شتاب‌دهنده راه اندازی یا شرکت‌های سرمایه‌گذاری عملیاتی اشتباه گرفته می‌شوند.
استارتاپ استودیو با سه ویژگی شناخته می‌شود.
- فعالیت استارتاپ استودیوها معطوف به ایجاد استارتاپ است.
- استارتاپ استودیوها به‌طور متوالی استارتاپ جدید ایجاد می‌کنند و پس از طی دوره‌ای این شرکت‌های جدید از آن خارج می‌شوند.
- استارتاپ استودیوها زیرساختی کارآمد برای سرمایه‌گذاری بر استارتاپ‌ها ایجاد می‌کنند.